# Карлос Контрера
Карлос Арналдо Контрера е български юрист и политик от ВМРО-БНД, общински съветник (от 2015 г.) и председател на ПГ „Патриоти за София“ в Столична община.

## Биография
Карлос Контрера е роден на 12 май 1987 г. в град Перник, Народна република България. Баща му е кубинец – Арналдо Контрера Д‘Ескубет. Дядо му по бащина линия на име Марио е от Хавана, а баба му е от град Сиенфуегос. През 1989 г. баща му се връща в Куба и загубва връзка с него. Карлос Контрера израства в Сливен, където завършва средното си образование, в Хуманитарната гимназия. По-късно завършва право в Юридическия факултет на Софийския университет „Св. Климент Охридски“.

## Политическа дейност
През 2005 г. става член на ВМРО-БНД. През 2007 г. е избран за председател на Студентската организация на ВМРО в София. От 2014 г. до януари 2016 г. е председател на Областния комитет на ВМРО в София. Избран е за член на Организационния съвет на ВМРО-БНД.
На местните избори през 2015 г. е издигнат за водач на листата на ВМРО-БНД в София и е избран за общински съветник. В Столичния общински съвет е избран за председател на политическа група „Патриоти за София – ВМРО и Атака“. Става заместник-председател на ПК по „Обществен ред и сигурност“ и заместник-председател на ПК по „Икономика и собственост“ към Столичен общински съвет.
На местните избори през 2023 г. е кандидат за кмет на Столична община и водач на листата с кандидати за общински съветници от ВМРО-БНД.